# Museum Angewandte Kunst (Frankfurt am Main)

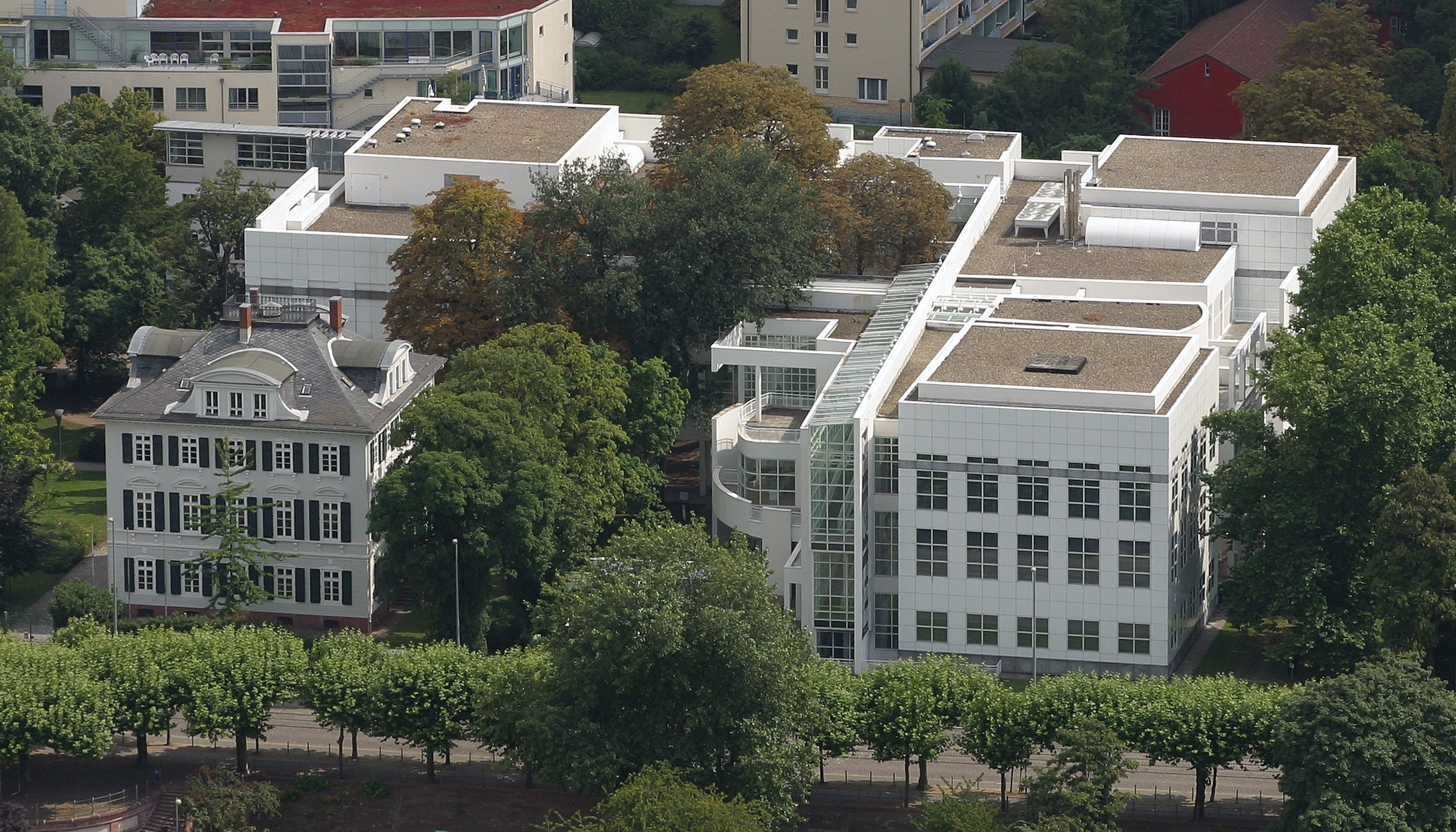
Museum mit Metzler Villa

Das Museum Angewandte Kunst in Frankfurt am Main widmet sich der angewandten Kunst, der Gestaltung in Kunsthandwerk, Design, Mode, Buchkunst, Grafik und Architektur, von Lebensstilen und Performativem. Mit seinen wechselnden Ausstellungen richtet es den Fokus auf die Wahrnehmung gesellschaftlicher Strömungen und Entwicklungen, versteht es sich als ein Ort für sinnliche Denk- und Erfahrungsräume, für Gespräche und kritische Diskussionen. Es befindet sich am Museumsufer der Mainmetropole.

## Geschichte
1877 legte der Mitteldeutsche Kunstgewerbe-Verein den Grundstock der Museumssammlung. Der Tochterverein der Polytechnischen Gesellschaft gründete 1879 als Teil eines Kunstgewerbeförderungsinstituts ein Kunstgewerbemuseum mit Kunstgewerbeschule und der zuvor etablierten Bibliothek. Ab 1879 war der Verein in ehemaligen Räumen des Städelschen Kunstinstituts in der Neuen Mainzer Straße 49 untergebracht. 1921 sah sich der Mitteldeutsche Kunstgewerbe-Verein aufgrund der nach dem Ersten Weltkrieg anschließenden Inflation gezwungen, in Verhandlungen mit dem Magistrat der Stadt Frankfurt über die Verstadtlichung der Kunstgewerbeschule, der Bibliothek und des Kunstgewerbemuseum zu treten. Rückwirkend zum 1. April 1920 übernahm die Stadt Frankfurt die Institute und damit auch die Sammlung des Vereins. 1937 wurde das Kunstgewerbemuseum in Museum für Kunsthandwerk umbenannt.
1938 bekam es das Erdgeschoss des Rothschild-Palais in der Bockenheimer Landstraße 10 zugesprochen, das die Stadt als Museum für Kunsthandwerk II im Jahr 1941 für die Öffentlichkeit als Ausstellungsort zugänglich machte. Dessen rechtmäßiger Eigentümer Maximilian von Goldschmidt-Rothschild war am 11. November 1938 gezwungen, Palais, Grundstück und seine bedeutende Sammlung der Stadt unter Wert zu verkaufen. Die Kaufsumme wurde auf ein Sperrkonto eingezahlt, auf das er und seine Erben keinerlei Zugriff hatten. Gegen eine jährliche Miete von 25.000 Reichsmark hatte man ihm ein lebenslanges Wohnrecht in einer kleinen Wohnung des Palais eingeräumt. Dort verstarb er am 15. März 1940. Das Rothschild-Palais wurde bei einem Luftangriff auf Frankfurt 1943 zerstört. Die zuvor eingelagerte Sammlung des Museums fand erst 1966 wieder zu ihrer Sichtbarkeit in der Villa Metzler, sowie in Sonderausstellungen im Karmeliterkloster, bevor 1979 der Museumsumbau als Initiale des Museumsufers international ausgeschrieben wurde. 1985 wurde der heutige Museumsbau von Richard Meier eröffnet.
Im Januar 2000 wurde das Museum in Museum für Angewandte Kunst Frankfurt umbenannt und die Abkürzung MAK als Teil eines neuen Konzepts eingeführt, das von dem aus Kanada stammenden Direktor James Bradburne entwickelt worden war. Die Wiedereröffnung des Hauses nach einem Umbau war am 10. Mai 2000. Bradburne leitete das Museum bis 2002. Nach einer Übergangszeit, während derer Margrit Bauer als kommissarische Leiterin tätig war, wurde der Kunsthistoriker Ulrich Schneider 2003 Direktor des Museums. Er leitete das Haus bis 2012, als die Position an Matthias Wagner K überging. Unter seiner Leitung und nach der Innensanierung von Dezember 2012 bis April 2013 wurde der Name des Hauses auf Museum Angewandte Kunst verkürzt.
Direktoren
- 1879–1898: Ferdinand Luthmer[2]
- 1898–1918: Hermann von Trenkwald[2]
- 1918–1927: Robert Schmidt
- 1928–1930: Georg Swarzenski[2]
- 1930–1937: Adolf Feulner
- 1938–1945: Walter Mannowsky[2]
- 1945–1956: Ernstotto zu Solms-Laubach[2]
- 1956–1974: Peter Wilhelm Meister[8]
- 1974–1987: Annaliese Ohm[9]
- 1987–1998: Arnulf Herbst[2]
- 1999–2002: James Bradburne
- 2003–2011: Ulrich Schneider
- seit 2012: Matthias Wagner K

## Sammlungen
Die Sammlungen des Museums umfassen etwa 65.000 Werke aus fünf Jahrtausenden. Ihre Schwerpunkte liegen im europäischen Kunsthandwerk und Design vom 12. bis zum 21. Jahrhundert. Weitere Schwerpunkte sind Buchkunst und Grafik (Sammlung Gebrüder Linel), islamische und ostasiatische Kunst.

## Architektur

### Hauptgebäude
Das Museumsgebäude entwarf der amerikanische Architekt Richard Meier, dabei handelt es sich um einen der ersten Museumsbauten des Architekten und sein erstes Projekt in Deutschland. Am 25. April 1985 wurde der Neubau des damaligen Museums für Kunsthandwerk von Bundespräsident Richard von Weizsäcker eröffnet. Ein wichtiges Kriterium für die Wahl des Entwurfs von Meier war der schonende Umgang mit dem Baumbestand des Parks und die Integration der Proportionen der Villa Metzler in das Gesamtkonzept. Die drei miteinander verbundenen weißen Kuben des Neubaus sind den Proportionen der klassizistischen Villa des Museums nachempfunden. Ein verglaster Übergang in der ersten Etage verbindet den Neubau rückseitig mit der Villa Metzler. Diese Brücke war erst im Juli 1984 vom hessischen Kultusminister Krollmann entgegen der Empfehlung seines eigenen Denkmalamts und politischen Widerstand genehmigt worden. Der Neubau beinhaltet auch das Museumsrestaurant an der zum Park gelegenen Rückseite. Unangetastet von dem Neubauprojekt blieb ein Werkstattgebäude, welches erst 1986 aufgestockt wurde.

### Renovierung des Gebäudes 2013
Die Räumlichkeiten des Richard Meier-Baus waren durch statische Vitrineneinbauten verstellt. Ganze Fenster- und Terrassenfronten waren zum Schutz der Sammlungsobjekte geschlossen, der Orientierung dienende Sichtachsen verblendet.
2013 wurde der Richard-Meier-Bau des Museums in seinen Originalzustand versetzt, 27 Jahre nach seiner Errichtung. In Absprache mit dem Architekten Richard Meier wurden sämtliche Verbauungen entfernt, Sichtachsen und Ausblicke wieder geöffnet, die Transparenz des Gebäudes wiederhergestellt.

### Historische Villa Metzler
Das Museum für Kunsthandwerk bezog die Villa Metzler 1966. Da in ihr nur etwa ein Zehntel der Sammlungen ausgestellt werden konnten, wurden regelmäßig Ausstellungen im Karmeliterkloster veranstaltet. Der damaligen Direktorin Annaliese Ohm gelang es in den 1970er Jahren, einen Neubau genehmigt zu bekommen.

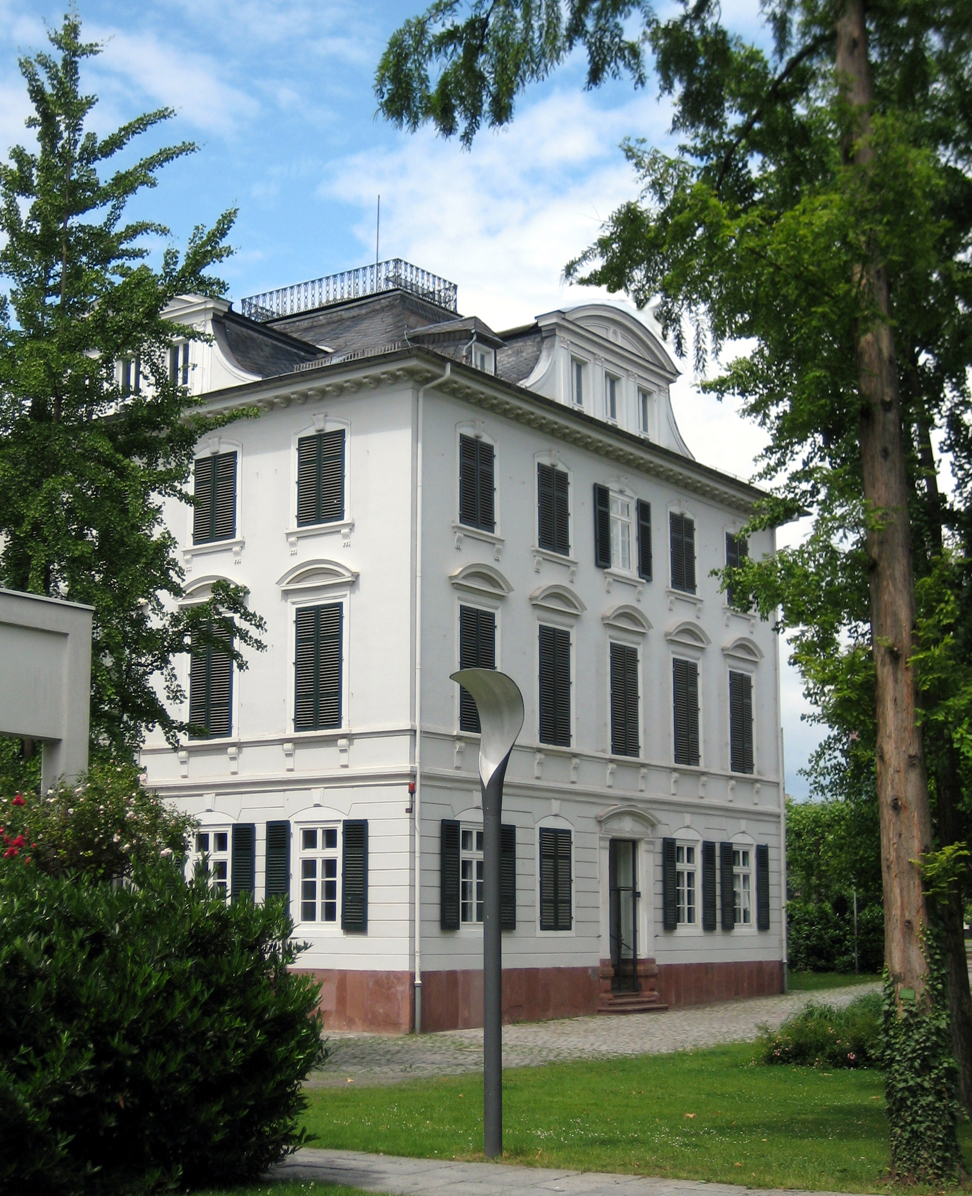
Villa Metzler

Die 2008 sanierte und wieder eingerichtete Historische Villa Metzler ist Bestandteil des Museum Angewandte Kunst und diente Richard Meier als Ausgangspunkt für Proportionen und Maßstab des 1985 entstandenen Neubaus. Mit den Stilräumen. Aus den Sammlungen werden in ihr Beispiele historischer Wohnkultur, vom Barock bis zum Jugendstil gezeigt.

### Museumspark
Der Museumspark wurde ebenfalls von Meier entworfen. Er befindet sich zwischen Schaumainkai und Metzlerstraße (Nord-Süd). Der Park reicht, mit seiner Grünfläche, vom Museum der Weltkulturen bis zum Museum Angewandte Kunst (West-Ost). Sein besonderes Merkmal ist ein rechtwinkliger, kreuzförmiger Fußweg zur Verbindung der beiden Straßen und beider Museen, sowie ein weißer Brunnen in seiner Kreuzungsachse. 2013 wurde der Park in „Metzlerpark“ umbenannt.
Des Weiteren wird der Park zum Frankfurter Museumsuferfest, das jeweils am letzten Augustwochenende eines Jahres stattfindet, für das dreitägige Kulturfestival EL BARRIO genutzt.

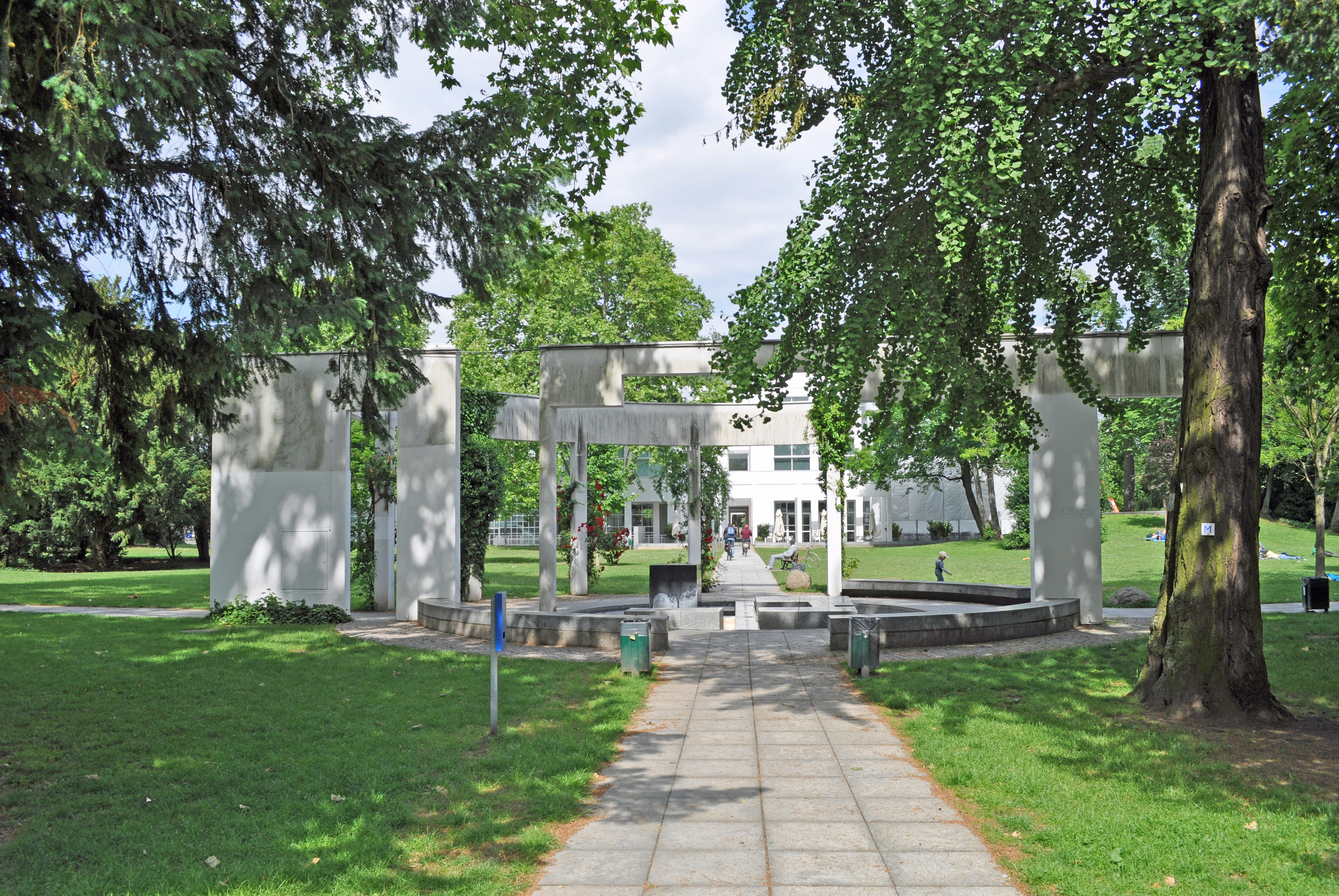
Brunnen von Westen
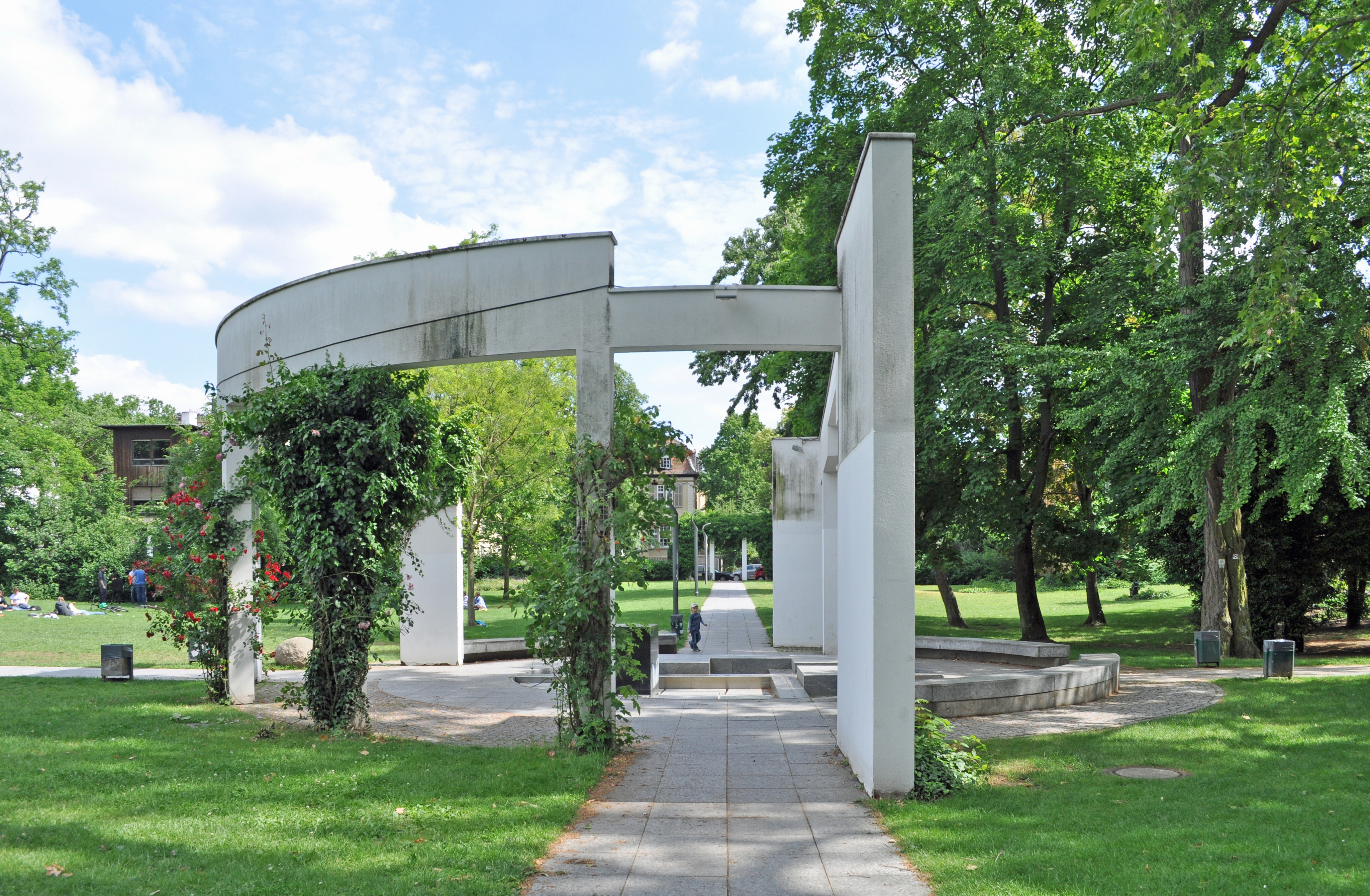
Brunnen von Norden

## Ikonenmuseum Frankfurt
Als Zweigstelle des Museum Angewandte Kunst in Frankfurt am Main wurde das Ikonenmuseum im ehemaligen Refektorium des Deutschordenshauses 1990 gegründet. 2020 begann eine über einjährige Umbau- und Renovierungsphase, die im März 2021 abgeschlossen wurde.

## Dauerausstellung
- Seit 2017 wird eine Dauerausstellung zum Designer Dieter Rams gezeigt. Zu dessen 90. Geburtstag wurde 2022 der Stilraum neu eingerichtet. Er zeigt nun wechselnde Exponate mit Rams wichtigsten Designs sowie die inhaltlichen und biografischen Zusammenhänge seiner Designhaltung.[16]

## Ausstellungen (Auswahl)

### Bis 2000
- 1923: Ausstellung chinesischer Keramik: aus Frankfurter und auswärtigem Privat- und Museumsbesitz
- 1962: Meisterwerke koreanischer Kunst.
- 1985: Türkische Kunst und Kultur aus osmanischer Zeit
- 1993: YAYLA. Form und Farbe in türkischer Textilkunst
- 1995: YU-ICHI. Wirtschaftswachstum
- 1996: Islamic Art & Patronage. Das Schatzhaus Kuwait

### 2000 bis 2009
- 2000: Mönche, Monster, schöne Damen. Japanische Malerei, Buch- und Holzschnittkunst des 16. bis 18. Jahrhunderts in Frankfurt am Main
- 2002: Feuergeburten. Frühe chinesische Keramik im mak.frankfurt
- 2004: Initiale: Zweite Enzyklopädie von Tlön
- 2004: almir da silva mavignier. additive plakate
- 2004: Stundenbücher der Linel-Sammlung
- 2005: Das richtige Buch. Johannes Gachnang als Verleger
- 2005: Seelen auf Wanderschaft. Meisterwerke buddhistischer Kunst der Joseon-Zeit aus dem National Museum of Korea
- 2005: Eleganz und Verzicht. Weiße Keramik im Korea der Joseon-Dynastie
- 2006: Glück. Gemälde und Alben der Burgi Kühnemann
- 2006: DER Souvenir. Erinnerung in Dingen von der Reliquie zum Andenken
- 2007: Ornament ohne Ornament. Franz Bette – Schmuck
- 2007: Gunter Rambow. Plakate
- 2007: Kveta Pacovska. Maximum Contrast
- 2008: Mangamania. Comic-Kultur in Japan 1800–2008
- 2008: GA-NETCHÛ. Das Manga Anime Syndrom
- 2008: FRAGILE Die Tafel der Zaren und das Porzellan der Revolutionäre
- 2008: Tulpen, Kaftane und Levni. Höfische Mode aus dem Topkapı-Palast Istanbul
- 2009: Sit in China. Ein Streifzug durch 500 Jahre Kultur des Sitzens
- 2009: André Charles Boulle (1642–1732). Ein neuer Stil für Europa
- 2009: Helden der Bühne und Schönheiten der Nacht. Meisterwerke des japanischen Holzschnitts aus den Sammlungen Otto Riese und Johann Georg Geyger

### 2010 bis 2014
- 2010: Less and More. Das Design Ethos von Dieter Rams
- 2010: Tobias Rehberger. flach – Plakate, Plakatkonzepte und Wandmalereien
- 2010: Tradición Argentina – Argentinische Silberschmiedekunst von präkolumbianischer Zeit bis heute und Visión Argentina – Argentinisches Produktdesign
- 2011: Der i-Kosmos. Macht, Mythos und Magie einer Marke.
- 2011: Double Intensity. 30 Jahre Verlag Brinkman & Bose
- 2011: Lack – Meisterwerke aus dem China des 12. bis 18. Jahrhunderts
- 2011: Randscharf – Design in Island
- 2012: Tokyo Art Directors Club 2011
- 2012: Buchkunst Total/Sammlung Total. Erstmalige Präsentation des gesamten Buchbestands aus dem Depot
- 2012: Chinese Stuff. In Zusammenarbeit mit der Popcorn Idea Factory, Communication University of China/Beijing
- 2013: Draußen im Dunkel. Weitermachen nach der Mode
- 2013: Korea Power. Design und Identität
- 2013: 1607 – Aus den frühen Tagen der Globalisierung
- 2013: Das pralle Leben. Ukiyoe aus den Sammlungen J. G. Geyger und O. Riese
- 2013–2015: Design in Frankfurt von 1925 bis 1985. Das Frankfurter Zimmer
- 2013: alex wollner. brasil design visual
- 2014: Das Prinzip Kramer. Design für den variablen Gebrauch
- 2014: The Weather Diaries. 3rd Nordic Fashion Biennale
- 2014: Elementarteile. Aus den Sammlungen
- 2014: Julian Barnes: Vom Ende einer Geschichte, Uraufführung, Regie Lily Sykes, Bearbeitung Lily Sykes, Henrieke Beuthner, Schauspieler P. Schröder
- 2014: Tokyo Art Directors Club Award 2013
- 2014: Give Love Back. Ata Macias und Partner
- 2014: Depotschau. Produkt und Gesellschaft: Weiß
- 2014: Kindheitsräume. Kindheitsträume
- 2014: Depotschau Essen und Trinken: Suppe
- 2014: Das pralle Leben II. Ukiyoe aus den Sammlungen J. G. Geyger und O. Riese

### 2015 bis 2019
- 2015: Buddha. 108 Begegnungen
- 2015: Richard Meier. Ein Stilraum
- 2015: Hamster. Hipster. Handy. Im Bann des Mobiltelefons
- 2015: Vom Verbergen
- 2015: Imagine Reality. RAY Fotografieprojekte 2015
- 2015: Mode bewegt Bild. The Fashion Film Effect
- 2015: Sense of Doubt. Wider das Vergessen
- 2016: ZeitRaum. Nach „Here“ von Richard McGuire
- 2016: Depotschau: Glück und Verheißung
- 2016: Alles neu! – 100 Jahre Neue Typografie und neue Grafik in Frankfurt am Main.[17]
- 2016: Stefan Sagmeister. The Happy Show
- 2016: Unter Waffen. Fire & Forget 2
- 2016: Thinking Tools. Design als Prozess: Wie Schreibgeräte entstehen
- 2016/2017: Yokohama 1868–1912. Als die Bilder leuchten lernten. Katalog.[18]
- 2017: Picknick-Zeit.
- 2017: SUR/FACE. Spiegel.
- 2017: Kartografie der Träume. Die Kunst des Marc-Antoine Mathieu.
- 2017/18: Jil Sander: Präsens.
- 2018: RAY 2018. Extreme. Bodies.
- 2018: Lore Kramer. Ich konnte ohne Keramik nicht leben.
- 2018: Geraubt. Gesammelt. Getäuscht. Die Sammlung Pinkus/Ehrlich und das Museum Angewandte Kunst.
- 2018/19: Michael Riedel. Grafik als Ereignis.
- 2018/19: Lara protects me. Eine georgische Erzählung.
- 2019: Moderne am Main 1919–1933.
- 2019: Contemporary Muslim Fashions.
- 2019: Sagmeister & Walsh. Beauty.
- 2019: Sieben Schätze. Eine Wunderkammer des japanischen Cloisonnés.
- 2019: House of Norway

### Ab 2020
- 2020: Ingrid Godon. Ich wünschte.
- 2020: Life doesn't frighten me. Michelle Elie wears Comme des Garçons.
- 2020: Anette Lenz. à propos.
- 2020: ars viva 2021. Rob Crosse, Richard Sides, Sung Tieu.
- 2021: Dieter Rams. Ein Blick zurück und voraus
- 2021: IDEOLOGIEN – RAY Fotografieprojekte Frankfurt/RheinMain
- 2022: Mythos Handwerk. Zwischen Ideal und Alltag
- 2022: Erfolgsprogramm Künstlerbücher. Der Verlag der Buchhandlung Walther König
- 2022: Die Natur der Natur. Fukushima Project
- 2022: E. R. Nele. Zeitzeugenschaft
- 2022: CONTACT ZONES – Murat Adash, Céline Berger, Syowia Kyambi
- 2023: Die Sammlung von Maximilian von Goldschmidt-Rothschild
- 2023: Theater der Welt 2023. Incubation Pod. Dreaming worlds
- 2023: Summer School
- 2023: Kramer lieben. Objekte. Architektur. Film. Kunst. Gespräch
- 2023: Was wir sammeln. Gestalter:innen, Frankfurt am Main
- 2024: IN SERIEN – 40 Jahre serien.lighting. Licht. Form. Material.
- 2024: RAY ECHOES. Emotion
- 2024: CONTACT ZONES – Pamela Breda, Victoria Keddie, Sajan Mani
- 2024: IKONA – Heilige Frauen / Holy Women[19]

## Stiftung Museum Angewandte Kunst
Die Stiftung Museum Angewandte Kunst fördert seit 2013 Ausstellungen, Bildungsprogramme und Veranstaltungen im Museum Angewandte Kunst. Vier individuelle Förderkreise – Frankfurter Balkon, Frankfurter Küche, Frankfurter Zimmer und Frankfurt Salon – dienen dem Austausch sowie der gemeinsamen Ideenentwicklung und -förderung.